# 栗胸冕蜂鸟
栗胸冕蜂鸟（学名：Boissonneaua matthewsii）是雨燕目蜂鸟科的一种鸟类。
栗胸冕蜂鸟体重约7.7克，翼长约72.8毫米，嘴峰长约23.3毫米，喙宽度约2.3毫米，喙厚度约2.4毫米，跗蹠长约6.4毫米，尾长约46.3毫米。栗胸冕蜂鸟在其分布区内为留鸟，其栖息在密集的高大树木组成的森林中，食性为草食性，主要食物来源是植物的花蜜。
栗胸冕蜂鸟分布于哥伦比亚极东南地区、厄瓜多尔和秘鲁东部的安第斯山脉地区。该物种是单型物种，没有亚种分化。